# Hippasa madhuae
Hippasa madhuae är en spindelart som beskrevs av Benoy Krishna Tikader och C.L. Malhotra 1980. Hippasa madhuae ingår i släktet Hippasa och familjen vargspindlar. Inga underarter finns listade i Catalogue of Life.